# ماسيمو دي لوكا
ماسيمو دي لوكا (بالإيطالية: Massimo De Luca)‏ هو لاعب كرة الصالات ‏ إيطالي، ولد في 7 أكتوبر 1987 في نابولي في إيطاليا.

## وصلات خارجية
- ماسيمو دي لوكا على موقع الاتحاد الأوربي (الإنجليزية)